# Ridiculous Thoughts
Ridiculous Thoughts è un singolo del gruppo rock irlandese The Cranberries, pubblicato nel 1995 come quarto estratto dall'album No Need to Argue.

## Il brano
Il brano è stato scritto da Dolores O'Riordan e registrato presso il Manor Studio di Oxford e i Townhouse Studios nel West End di Londra durante le sessioni di No Need to Argue. Il testo riguarda il rapporto di Dolores O'Riordan con la stampa e i giornalisti. La musica è composta dalla stessa O'Riordan con Noel Hogan. La canzone è stata prodotta da Stephen Street.
Nel 2017 la canzone è riapparsa in versione acustica nell'album della band Something Else.

## Video musicale
Il videoclip del brano è stato diretto da Samuel Bayer, dove il gruppo appare di fronte ai fenomeni da baraccone di un circo (rodeo di scimmie, uomo di pelle di gomma, ecc.) in un luogo deserto. Il filmato mostra un giovane Elijah Wood che cerca di seguire una specie di segnale radio (che sembra essere guidato dalla voce di O'Riordan) intorno alle rovine di un edificio.
O'Riordan dichiarò che la band non capiva o non si identificava nel concetto che Bayer aveva mostrato nel video, portando quindi alla decisione di rifarlo, mescolando il nastro originale con riprese dal vivo del loro tour americano. La versione originale del video fu però inclusa nel DVD Stars - The Best of Videos 1992 - 2002.

## Tracce
45 giri
- Lato A

1. Ridiculous Thoughts – 4:31

- Lato B

1. Linger – 4:34

CD singolo (UK, Australia, Spagna)
1. Ridiculous Thoughts (Album Version) – 4:31
2. Linger (Album Version) – 4:34
3. Twenty One (Live at The Point, Dublin) – 3:05
4. Ridiculous Thoughts (Live at The Point, Dublin) – 6:08

CD singolo (Francia, Giappone)
1. Ridiculous Thoughts (Album Version) – 4:31
2. I Can't Be with You (Live at The Point, Dublin) – 3:10
3. Twenty One (Live at The Point, Dublin) – 3:05
4. Ridiculous Thoughts (Live at The Point, Dublin) – 6:08

## Classifiche
| Classifica (1995) | Posizione massima |
| ----------------- | ----------------- |
| Australia         | 60                |
| Irlanda           | 23                |
| Nuova Zelanda     | 43                |
| Paesi Bassi       | 12                |
| Regno Unito       | 20                |
| Stati Uniti       | 14                |